# The Favourite – Intrigen und Irrsinn
The Favourite – Intrigen und Irrsinn (Originaltitel The Favourite) ist ein Historienfilm von Giorgos Lanthimos, der die englische Königin Anne porträtiert und am 30. August 2018 im Rahmen der Filmfestspiele von Venedig seine Weltpremiere feierte. Im September 2018 eröffnete der Film auch das New York Film Festival. Am 23. November 2018 kam er in die US-amerikanischen und am 1. Januar 2019 in die Kinos im Vereinigten Königreich.

## Handlung
Der englische Königshof im frühen 18. Jahrhundert ist von Intrigen, Neid und Verrat geprägt. Das Land befindet sich im Spanischen Erbfolgekrieg gegen die Franzosen, und  auf dem Thron sitzt die schwache und unsichere Königin Anne, die unter regelmäßigen Gichtanfällen leidet. Ihre engste Vertraute und Beraterin ist Sarah Churchill, die Herzogin von Marlborough und Gattin des erfolgreichsten englischen Heerführers. Sie sagt der Königin, was zu tun ist, und regiert das Land praktisch von der Seitenlinie aus. Im Weg steht ihr dabei der Oppositionsführer Robert Harley, Earl von Oxford und Earl Mortimer, der unter anderem die für die Fortsetzung des Krieges geplante Steuererhöhung verhindern will.
Sarah nimmt ihre völlig verarmte jüngere Cousine Abigail Hill nach deren Ankunft im Schloss unter ihre Fittiche. Abigails Vater, Mitglied der Familie Marlborough, hatte nicht nur seinen guten Namen verspielt; er musste auch seine Tochter an einen Gläubiger abgeben, um seine Schulden zu begleichen. Bei diesem war Abigail als Magd aufgewachsen. Im Schloss verrichtet Abigail anfänglich niedere Arbeiten. Nachdem sie aber der Königin mit einem Kraut, das sie selbst im Wald gesammelt hat, Linderung für ihre entzündeten Beine verschafft, wird sie von Sarah, die sie für nützlich hält, zu ihrer Zofe gemacht und gefördert. Ihre Gespräche führen die beiden Cousinen ab nun vorzugsweise beim Taubenschießen vor dem Schloss.
Abigail, nun näher an der Königin, bekommt nach und nach mit, wie systematisch diese von ihrer engsten Vertrauten Sarah manipuliert wird. Sarah entscheidet so auch über die Verwendung des englischen Staatshaushaltes mit und verhindert geschickt, dass jemand anderes die Königin mit politischen Fragen behelligt. Anne hat aber in Wahrheit oft ihren eigenen Willen. Als Abigail zufällig erfährt, dass Sarah und die Königin mehr als nur Freundinnen sind, heimlich des Öfteren das Bett teilen und sich Mrs. Freeman und Mrs. Morley nennen, wenn sie alleine sind, beginnt sie, ihren eigenen Aufstieg zu planen.
Da die Politik des Krieges für Sarah zunehmend zeitraubend wird, springt Abigail in die Bresche, um die Königin im Alltag zu begleiten. Abigail verhält sich Anne gegenüber sehr feinfühlig und empathisch. Schnell erfährt sie von den vielen Schicksalsschlägen, die der Königin widerfahren sind, so von 17 Kindern, die sie im Laufe ihres Lebens verloren und nach denen sie ihre 17 Kaninchen benannt hat. Abigail umschmeichelt sie und vertritt Sarah bald auch in ihrem Bett. Sarah erkennt die Bedrohung, sieht ihre Stellung bedroht und entlässt ihre Cousine, doch die Königin ernennt Abigail sofort zu ihrem Kammermädchen.
Die Königin liebt es zuzuschauen, wie die beiden Frauen um sie kämpfen. Abigail ist durch die aufkeimende Freundschaft mit ihr ihrem Ziel, in der Aristokratie wieder aufzusteigen, schon näher gekommen. Durch eine Vergiftung führt sie einen Reitunfall Sarahs herbei und nutzt die Gelegenheit, sich während Sarahs Abwesenheit mit Segen der Königin mit dem Höfling Samuel Masham zu vermählen, der sie schon eine Zeit lang leidenschaftlich umworben hat. Als Sarah zurückkehrt, von den Narben ihres Unfalls gezeichnet, warnt sie die Königin vor Abigail. Da sich die Königin aber diesmal nicht manipulieren lassen will, droht Sarah damit, den Briefverkehr mit pikanten Details über ihr Liebesleben der Öffentlichkeit zuzuspielen. Konsequenz des Erpressungsversuchs ist jedoch, dass die Königin ihre langjährige Vertraute, der sie kurz zuvor noch ein Schloss hatte schenken wollen, vom Hof verbannt. Sarah bezeichnet es in ihrem letzten Gespräch als Zeichen ihrer Liebe, dass sie ihrer Königin all die Jahre über immer die Wahrheit gesagt habe.
Nun, da Abigail der Königin ins Ohr flüstert, macht diese Harley zum neuen Premierminister, der sich um einen Frieden mit Frankreich bemühen soll. Abigail versucht mit allen Mitteln, eine Rückkehr Sarahs an den Hof zu verhindern. Sie fängt die Briefe ab, mit denen Sarah das verlorene Vertrauen der Königin zurückzugewinnen versucht, und verbrennt sie. Selbst verliert Abigail dabei nicht nur ihren Liebreiz, sondern auch ihr Interesse an der inzwischen todkranken Königin. Zuletzt muss Anne die widerstrebende Abigail zum Kniefall nötigen.

## Produktion
Regie führte Giorgos Lanthimos. Die Geschichte und das Drehbuch zum Film stammt von Deborah Davis und Tony McNamara.
Olivia Colman spielt Queen Anne und Oscar-Gewinnerin Rachel Weisz ihre Vertraute Sarah Churchill. Weisz hatte Kate Winslet ersetzt, die ursprünglich für diese Rolle vorgesehen war. Sowohl für Weisz wie auch für Colman handelt sich nach The Lobster um den zweiten Film von Lanthimos, in dem sie eine Rolle erhielten. Nicholas Hoult, der mit Weisz bereits für die Dreharbeiten zum Film About a Boy vor der Kamera stand, spielt den Politiker Robert Harley. Die Oscar-Preisträgerin Emma Stone übernahm die Rolle von Abigail Masham.
Die Dreharbeiten begannen im März 2017 im Hatfield House in Hertfordshire. Ende April 2017 fanden sie am Knole House und am Knole Park im englischen Sevenoaks in Kent statt. Im Mai 2017 wurden die Dreharbeiten beendet. Für die Gestaltung der Kostüme war Sandy Powell verantwortlich.
Ein erster Trailer wurde im Juli 2018 vorgestellt. Der Film wurde am 30. August 2018 im Rahmen der Filmfestspiele von Venedig uraufgeführt, wo er im Hauptwettbewerb gezeigt wurde und für den Goldenen Löwen nominiert war, den er aber nicht gewann. Im September 2018 eröffnete The Favourite das New York Film Festival und wurde im Oktober 2018 beim London Film Festival als Centerpiece gezeigt. Im Herbst 2018 wurde er beim Filmfest Hamburg und beim Zurich Film Festival gezeigt. Im Oktober und November 2018 wurde er im Rahmen der Viennale gezeigt. Ebenfalls um diese Zeit wurde er beim Tokyo International Film Festival vorgestellt. Am 23. November 2018 kam The Favourite in ausgewählte US-amerikanische und am 1. Januar 2019 in die Kinos im Vereinigten Königreich. Der Kinostart in Deutschland war am 24. Januar 2019. Ende August und Anfang September 2019 wird er beim Festival des deutschen Films vorgestellt.
Der Soundtrack zum Film, der Musikstücke vor allem von Franz Schubert (2. Satz aus der Klavier-Sonate D 960), aber auch von Georg Friedrich Händel, Antonio Vivaldi, Anna Meredith und Johann Sebastian Bach enthält, wurde Anfang Januar 2019 von Decca Records als Download veröffentlicht. Eine CD soll folgen.

## Rezeption

### Altersfreigabe
In den USA erhielt der Film von der MPAA ein R-Rating, was einer Freigabe ab 17 Jahren entspricht. In Deutschland erhielt der Film eine Freigabe ab 12 Jahren. In der Freigabebegründung heißt es: „Der kammerspielartige Film zeigt eine Gesellschaft, die von Intrigen und hinterhältigen Machtspielen geprägt ist. Teilweise verhalten die Figuren sich dabei aber auch skurril-amüsant, was die Geschehnisse abmildert. Kinder ab 12 Jahren können der Geschichte folgen und die unmoralischen Verhaltensweisen in den historischen Kontext einordnen. Ein Bezug zur Lebensrealität heutiger junger Menschen ist nicht gegeben, sodass sich eine sozialethisch desorientierende Wirkung ausschließen lässt.“

### Kritiken und Einspielergebnis
Der Film stieß auf die Zustimmung von 93 % aller Kritiker bei Rotten Tomatoes und erreichte hierbei eine Bewertung von 8,5 der möglichen 10 Punkte. Zudem ging er aus den 20th Annual Golden Tomato Awards in der Kategorie Best-Reviewed Comedies 2018 als Zweitplatzierter hervor. Bei Metacritic erhielt der Film einen Metascore von 91 von 100 möglichen Punkten.

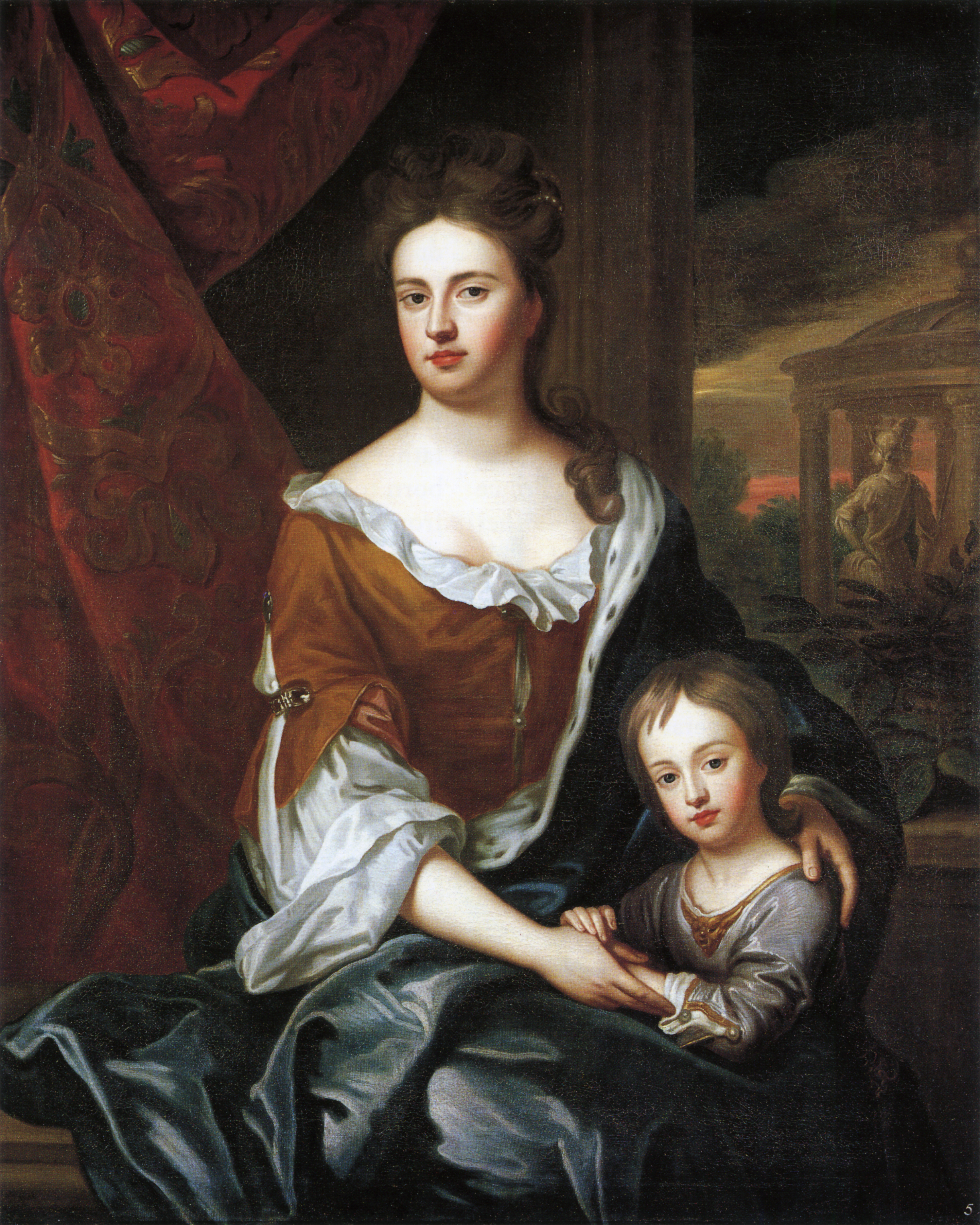
Queen Anne und ihr Sohn Wilhelm, der Herzog von Gloucester

Owen Gleiberman von Variety meint, The Favourite sei als Film wie ein perfekt geschliffener Diamant und eine Mischung aus Barry Lyndon und Gefährliche Liebschaften. Doch obwohl Rachel Weisz und Emma Stone rücksichtslose Rivalinnen spielten, werde keine der Figuren von purer Böswilligkeit getrieben, so Gleiberman, sie benutzten ihre Krallen nur, um zu überleben und eine Stellung in einer Gesellschaft zu erlangen, die ihnen keinen Gefallen tut. Sie seien wie Figuren aus den Werken von Jane Austen, deren Ehrgeiz zum Killerinstinkt gesteigert wurde. Über die Figur von Königin Anne, die Olivia Colman als unfähige Monarchin spiele, sagt Gleiberman, diese sei ein Wesen, das aus hängendem, aber noch lebendigem Fleisch besteht und unter extremen Stimmungsschwankungen leidet. Doch Colman, die wie Melissa McCarthy eine Schauspielerin für tragikomische Rollen sei, verschmelze diese Stimmungen irgendwie zu einer majestätisch-quirligen Präsenz, so Gleiberman.
Katja Nicodemus von Zeit Online nennt The Favourite ein großes Dekadenzbild, und jedes Mal, wenn der Film ein vermeintlich nicht mehr steigerbares Maß an Bösartigkeit erreicht habe, folge beiläufig eine noch schlimmere Szene: „Ein mit zu viel Macht ausgestattetes, politisch unberechenbares, mit dem Krieg spielendes infantiles Staatsoberhaupt, umgeben von Günstlingswirtschaft und Sexerpressungen – man könnte erschauern darüber, wie wenig historisch Giorgos Lanthimos’ Vorspiel zu den Endspielen der Gegenwart anmutet.“
Patrick Seyboth von epd Film meint, Lanthimos inszeniere diese gefährlichen Liebschaften auf höchster Staatsebene stilistisch brillant und inhaltlich giftig. Zugleich bette er sie sauber in den historischen Kontext des Kriegs mit Frankreich ein. Im Vergleich zu den hermetischen Filmen seiner Werke Dogtooth, Alpen, The Lobster und The Killing of a Sacred Deer erscheine The Favourite wesentlich zugänglicher, so Seyboth weiter, und was er dabei an suggestiver Faszination verlieren mag, gewinne er an Dynamik und Witz: „Lanthimos überzeichnet die Darstellung des königlichen Hofs lediglich leicht, aber lustvoll ins Groteske, und in puncto Opulenz wartet er mit allem auf, was das Zuschauerherz bei einem solchen Stoff begehrt.“ Besonders hebt Seyboth dabei die prächtigen, detailreichen Sets von Fiona Crombie und die Kostüme von Oscar-Preisträgerin Sandy Powell, aber auch die Kameraarbeit von Robbie Ryan hervor. Emma Stone und Rachel Weisz verliehen den von ihnen dargestellten Figuren Glaubwürdigkeit und Tiefe, übertroffen werde deren Leistung aber noch durch Olivia Colmans oscarreife Darbietung als Königin Anne, die dieser schwachen, oft auch tumben und lächerlichen Regentin bemerkenswerte menschliche Würde schenke, so Seyboth.
Die Deutsche Film- und Medienbewertung versah den Film mit dem Prädikat besonders wertvoll. In der Jury-Begründung heißt es: „Die Filme des griechischen Filmemachers Yorgos Lanthimos sind bisher nicht gerade bekannt für leichte Zugänglichkeit oder allzu viel Zugeständnisse an den Mainstream. Doch der Mitbegründer und Mastermind der Neuen Griechischen Welle kann auch anders und bringt mit The Favourite seinen ersten historischen Kostümfilm auf die Leinwand. Wobei das Ergebnis immer noch meilenweit vom herkömmlichen Einerlei historischer Stoffe im Kino entfernt ist und damit auch für ein Publikum geeignet ist, das sonst eher nicht an historischen Stoffen interessiert ist.“
Die weltweiten Einnahmen des Films aus Kinovorführungen belaufen sich bislang auf fast 96 Millionen US-Dollar. In Deutschland verzeichnet der Film 232.398 Besucher.

### Einsatz im Schulunterricht
Vision Kino, eine Initiative zur Film- und Medienbildung in der Schule, sieht einen möglichen Einsatz des Films in den Unterrichtsfächern Englisch, Deutsch, Geschichte, Politik, Sozialkunde und Ethik. Christian Horn sieht als Anknüpfungspunkte für die pädagogische Arbeit zunächst die für einen Historienfilm ungewöhnliche Ästhetik. Die Kapiteleinteilung und einige Einstellungen bei Kerzenlicht erinnern auch Horn an Barry Lyndon, in dem Stanley Kubrick ebenfalls den adligen Hofstaat sezierte. Die Stilisierung und die teils modernisierte Sprache lösten die Ereignisse aus dem historischen Kontext, so Horn weiter, und die wechselvolle Dynamik zwischen den drei Protagonistinnen biete Stoff für eine Figurenanalyse: „Eine Analyse der Ränkespiele kann aufzeigen, wie persönliche Eitelkeiten politische Entscheidungen mitbestimmen – und eine Diskussion darüber anregen, inwieweit dies bis heute der Fall ist.“

### Auszeichnungen (Auswahl)
Vom American Film Institute wurde The Favourite in die Top 10 der Filme des Jahres 2018 aufgenommen. Im Folgenden weitere Auszeichnungen und Nominierungen.
Art Directors Guild Awards 2019
- Auszeichnung in der Kategorie Period Film (Fiona Crombie)[33]

British Academy Film Awards 2019
- Nominierung als Bester Film
- Auszeichnung als Bester britischer Film
- Nominierung für die Beste Regie (Giorgos Lanthimos)
- Auszeichnung für das Beste Originaldrehbuch (Deborah Davis und Tony McNamara)
- Auszeichnung als Beste Hauptdarstellerin (Olivia Colman)
- Nominierung als Beste Nebendarstellerin (Emma Stone)
- Auszeichnung als Beste Nebendarstellerin (Rachel Weisz)
- Nominierung für die Beste Kamera (Robbie Ryan)
- Nominierung für den Besten Schnitt (Yorgos Mavropsaridis)
- Auszeichnung für das Beste Szenenbild (Fiona Crombie und Alice Felton)
- Auszeichnung für die Besten Kostüme (Sandy Powell)
- Auszeichnung für die Beste Maske (Best Make Up & Hair) (Nadia Stacey)

British Independent Film Awards 2018
- Auszeichnung als Bester Britischer Independent Film
- Auszeichnung für die Beste Regie (Giorgos Lanthimos)
- Auszeichnung für das Beste Drehbuch (Deborah Davis und Tony McNamara)
- Auszeichnung als Beste Schauspielerin (Olivia Colman)
- Nominierung als Beste Nebendarstellerin (Emma Stone)
- Auszeichnung als Beste Nebendarstellerin (Rachel Weisz)
- Auszeichnung für die Besten Kostüme
- Auszeichnung für das Beste Casting
- Auszeichnung für die Beste Kamera
- Auszeichnung für das Beste Make-Up & Hair Design
- Auszeichnung für die Beste Ausstattung[34][35]

Costume Designers Guild Awards 2019
- Auszeichnung in der Kategorie Period Film[36]

Critics’ Choice Movie Awards 2019
- Nominierung als Bester Film
- Nominierung als Beste Filmkomödie
- Nominierung für die Beste Regie (Giorgos Lanthimos)
- Nominierung für das Beste Drehbuch (Deborah Davis und Tony McNamara)
- Nominierung für die Beste Kamera (Robbie Ryan)
- Nominierung als Beste Hauptdarstellerin (Olivia Colman)
- Auszeichnung als Beste Schauspielerin – Filmkomödie (Olivia Colman)
- Nominierung als Beste Nebendarstellerin (Rachel Weisz)
- Nominierung als Beste Nebendarstellerin (Emma Stone)
- Auszeichnung als Bestes Schauspielensemble
- Nominierung für die Beste Ausstattung (Fiona Crombie und Alice Felton)
- Nominierung für die Besten Kostüme (Sandy Powell)
- Nominierung für den Besten Schnitt (Yorgos Mavropsaridis)
- Nominierung für das Beste Make-up[37]

Eddie Awards 2019
- Auszeichnung in der Kategorie Bester Filmschnitt – Komödie oder Musical (Yorgos Mavropsaridis)[38]

Europäischer Filmpreis 2019
- Auszeichnung als Bester Film
- Auszeichnung für die Beste Regie (Giorgos Lanthimos)
- Auszeichnung für die Beste Darstellerin (Olivia Colman)
- Auszeichnung als Beste Komödie (Giorgos Lanthimos)
- Nominierung für den Publikumspreis
- Auszeichnung für die Beste Kamera (Robbie Ryan)
- Auszeichnung für den Besten Filmschnitt (Yorgos Mavropsaridis)
- Auszeichnung für die Besten Kostüme (Sandy Powell)
- Auszeichnung für das Beste Maskenbild (Nadia Stacey)[39][40]

Golden Globe Awards 2019
- Nominierung als Bester Film – Komödie oder Musical
- Nominierung für das Beste Drehbuch (Deborah Davis und Tony McNamara)
- Auszeichnung als Beste Hauptdarstellerin – Komödie oder Musical (Olivia Colman)
- Nominierung als Beste Nebendarstellerin (Emma Stone)
- Nominierung als Beste Nebendarstellerin (Rachel Weisz)[41]

Gotham Awards 2018
- Nominierung als Bester Film
- Nominierung für das Beste Drehbuch (Deborah Davis und Tony McNamara)
- Auszeichnung mit dem Spezialpreis der Jury für das Darstellerinnen-Ensemble (Olivia Colman, Emma Stone und Rachel Weisz)
- Nominierung für den Publikumspreis[42]

Hollywood Film Awards 2018
- Auszeichnung als Beste Nebendarstellerin (Rachel Weisz)
- Auszeichnung für die Besten Kostüme (Sandy Powell)[43][44]

Independent Spirit Awards 2019
- Nominierung als Bester internationaler Film (Giorgos Lanthimos)[45]

Internationale Filmfestspiele von Venedig 2018
- Nominierung für den Goldenen Löwen (Giorgos Lanthimos)
- Auszeichnung mit dem Silbernen Löwen (Giorgos Lanthimos)
- Auszeichnung mit der Coppa Volpi als Beste Darstellerin (Olivia Colman)
- Nominierung für den Queer Lion (Giorgos Lanthimos)[46]

London Critics’ Circle Film Awards 2019
- Auszeichnung als Bester britischer/irischer Film
- Auszeichnung für das Beste Drehbuch (Deborah Davis und Tony McNamara)
- Auszeichnung als Beste Schauspielerin (Olivia Colman)
- Auszeichnung als Beste Nebendarstellerin (Rachel Weisz)[47]

Los Angeles Film Critics Association Awards 2018
- Auszeichnung als Beste Hauptdarstellerin (Olivia Colman)

National Society of Film Critics Awards 2019
- Auszeichnung als Beste Schauspielerin (Olivia Colman)[48]

Online Film Critics Society Awards 2019
- Nominierung als Bester Film
- Nominierung für die Beste Regie (Giorgos Lanthimos)
- Nominierung für das Beste Originaldrehbuch (Deborah Davis und Tony McNamara)
- Nominierung als Beste Hauptdarstellerin (Olivia Colman)
- Nominierung als Beste Nebendarstellerin (Rachel Weisz)
- Nominierung als Beste Nebendarstellerin (Emma Stone)
- Nominierung für die Beste Kamera (Robbie Ryan)
- Nominierung für den Besten Filmschnitt (Yorgos Mavropsaridis)[49]

Oscarverleihung 2019
- Nominierung als Bester Film
- Nominierung für die Beste Regie (Giorgos Lanthimos)
- Nominierung für das Beste Originaldrehbuch (Deborah Davis und Tony McNamara)
- Auszeichnung als Beste Hauptdarstellerin (Olivia Colman)
- Nominierung als Beste Nebendarstellerin (Emma Stone)
- Nominierung als Beste Nebendarstellerin (Rachel Weisz)
- Nominierung für die Beste Kamera (Robbie Ryan)
- Nominierung für den Besten Schnitt (Yorgos Mavropsaridis)
- Nominierung für das Beste Szenenbild (Fiona Crombie und Alice Felton)
- Nominierung für die Besten Kostüme (Sandy Powell)

Palm Springs International Film Festival 2019
- Auszeichnung mit dem Desert Palm Achievement Award (Olivia Colman)

Producers Guild of America Awards 2019
- Nominierung als Bester Film (Ceci Dempsey, Ed Guiney, Lee Magiday, Giorgos Lanthimos)[50]

Satellite Awards 2018
- Nominierung als Bester Film – Filmkomödie oder Musical
- Nominierung für die Beste Regie (Giorgos Lanthimos)
- Nominierung für das Beste Originaldrehbuch (Deborah Davis und Tony McNamara)
- Nominierung für die Beste Kamera (Robbie Ryan)
- Nominierung in der Kategorie Art Direction and Production Design
- Auszeichnung für die Besten Kostüme (Sandy Powell)
- Auszeichnung als Beste Filmschauspielerin (Olivia Colman)
- Nominierung als Beste Nebendarstellerin (Emma Stone)
- Nominierung als Beste Nebendarstellerin (Rachel Weisz)
- Auszeichnung als Bestes Ensemble[51]

Screen Actors Guild Awards 2019
- Nominierung als Beste Hauptdarstellerin (Olivia Colman)
- Nominierung als Beste Nebendarstellerin (Emma Stone)
- Nominierung als Beste Nebendarstellerin (Rachel Weisz)[52]

## Synchronisation
Die deutsche Synchronisation entstand nach der Dialogregie und einem Dialogdrehbuch von Axel Malzacher im Auftrag der Interopa Film GmbH, Berlin.
| Rolle           | Darsteller       | Synchronsprecher         |
| --------------- | ---------------- | ------------------------ |
| Queen Anne      | Olivia Colman    | Arianne Borbach          |
| Sarah Churchill | Rachel Weisz     | Claudia Urbschat-Mingues |
| Abigail Masham  | Emma Stone       | Anja Stadlober           |
| Robert Harley   | Nicholas Hoult   | Nicolás Artajo           |
| Samuel Masham   | Joe Alwyn        | Amadeus Strobl           |
| Marlborough     | Mark Gatiss      | Thomas Nero Wolff        |
| Godolphin       | James Smith      | Bodo Wolf                |
| Mae             | Jeanny Rainsford | Anne Helm                |